# Jens Jacob Worsaae

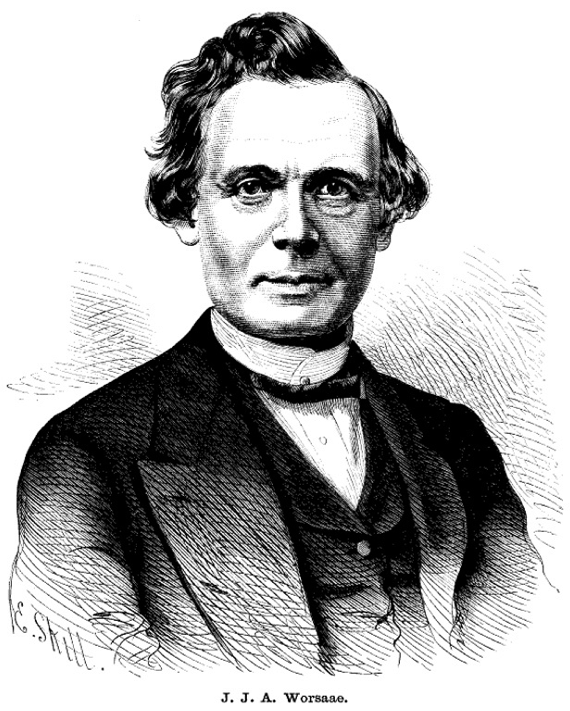
Jens Jacob Asmussen Worsaae

Jens Jacob Asmussen Worsaae (Vejle, 14 maart 1821 – Kopenhagen, 15 augustus 1885) was een Deens archeoloog.
Jens Jacob Worsaae was de belangrijkste leerling van Christian Jürgensen Thomsen en staat bekend als 'de eerste professionele archeoloog'. In 1840 publiceerde hij stratigrafische en andere bewijzen die Thomsens drieperiodensysteem bevestigden, en bepaalde van vele voorwerpen de periode waartoe ze behoorden.
Worsaee richtte zijn aandacht op de opeenhopingen van oesterschelpen die in die tijd op diverse plaatsen in Denemarken werden aangetroffen. Hiertussen werden vaak vreemd gevormde benen voorwerpen, potscherven en vuurstenen gevonden. Worsaae nam aan dat deze opeenhopingen afvalhopen van prehistorische mensen waren. Omdat de stenen voorwerpen veel minder geraffineerd waren dan die in Thomsens collectie, stamden ze waarschijnlijk uit een nog oudere periode dan Thomsens steentijd.
Onderzoek toonde aan dat Worsaaes hypothese correct was, waarna zich een discussie ontspon over de vraag of deze daadwerkelijk, zoals Worsaae aannam, uit een ouder deel van de steentijd kwamen, of dat ze, zoals anderen beargumenteerden, tijdelijke woonplaatsen waren van steentijdmensen die hun voorwerpen van hogere kwaliteit elders hadden achtergelaten. De discussie werd in Worsaaes voordeel beslecht tijdens een gezamenlijke opgraving in aanwezigheid van koning Frederik VII in 1861. De 'afvalhopencultuur' van Worsaae staat nu bekend als deel van het paleolithicum of oude steentijd.
- Bibliothèque nationale de France: cb10657699g (data)
- Catàleg d'autoritats de noms i títols de Catalunya: 981058617356606706
- CiNii: DA10905318
- Gemeinsame Normdatei: 117424749
- International Standard Name Identifier: 0000 0000 8366 3678
- Library of Congress Control Number: n96102971
- Bibliotheek van het Japanse parlement: 01168735
- Nationale bibliotheek van Australië: 36049026
- Nederlandse Thesaurus van Auteursnamen: 14994814X
- Réseau des bibliothèques de Suisse occidentale: 02-A003986720
- SNAC: w67943rq
- Système universitaire de documentation: 077108736
- Trove: 1201790
- Virtual International Authority File: 27055020
- WorldCat: E39PBJy4jfVmqd4MyjbrkFB9Dq